# وحشت سرخ (اسپانیا)
وحشت سرخ (اسپانیایی: Terror Rojo) اصطلاحی است که تاریخ‌نگاران برای اشاره به اعمال خشونت‌آمیز مرتکب شده توسط گروه‌های چپ‌گرا طی جنگ داخلی اسپانیا به کار می‌برند. حمله به اموال کلیسا در مه ۱۹۳۱ میلادی و عزم خدشه‌ناپذیر جمهوری اسپانیا بر اعمال ممنوعیت روی آموزش‌های سنتی کلیسای کاتولیک آغازگر کارزاری جهت آزار و اذیت کلیسای کاتولیک اسپانیا بود. آزار و اذیت کلیسا در تمامی بخش‌های زیر اداره جمهوری دوم اسپانیا جریان داشت و تنها در ناحیه باسک شدت آن کم بود. در طی این خشونت‌ها و به خصوص هنگام آغاز کودتای ژوئیه ۱۹۳۶ میلادی ده‌ها هزار نفر جان خود را از دست دادند. کشته شدگان شامل کشیش‌ها، بزرگان اسپانیا، صاحبان صنایع، سیاسیون محافظه‌کار، اعضا و هواداران گروه‌های راست و چپ‌های ضداستالینی بودند. کلیساها، صومعه‌ها و مدارس کاتولیک در این دوران هدف آتش‌سوزی و هتک حرمت قرار گرفتند.
قطبی‌شدن سیاست یکی از ویژگی‌های جمهوری دوم اسپانیا بود. در این دوران اختلافات حزبی به‌طور فزاینده‌ای تشدید می‌شد و حتی صرف اینکه فردی از آموزه‌های مذهب کاتولیک پیروی نماید نشانه‌ای از وفاداری او به احزاب راست دانسته می‌شد. کلیسای کاتولیک نیز خود را در کنار احزاب محافظه‌کار و راست تندرو در مقابل گروه‌های تندروی چپ می‌دید.
هرچند که خشونت پیش از کودتای ۱۹۳۶ میلادی نیز وجود داشت اما این رخداد موجب موجی از حملات خشونت‌آمیز علیه هرکسی شد که در مناطق زیر اداره جمهوری، دشمن تلقی می‌شدند. در این بخش‌ها فقط کافی بود تا فردی کشیش، مذهبی، شبه‌نظامی مسیحی یا عضو یک سازمان مذهبی کاتولیک باشد تا او را بدون محاکمه اعدام نمایند. تخمین زده می‌شود که در دوران وحشت سرخ بین ۳۸٬۰۰۰ تا ۷۲٬۳۴۴ تن کشته شده باشند.
تحلیل‌گرانی مانند هلن گراهام میان وحشت سرخ و وحشت سفید (اسپانیا) ارتباط قائل هستند و ادعا دارند که کودتای نافرجام راستگرایان موجب شکوفا شدن فرهنگ خشونت شد. تاریخ‌نگاران دیگر اما ادعا دارند که شواهدی از آزار و اذیت مذهبی سیستماتیک و ترور انقلابی را مدت‌ها پیش از کودتای راست‌گرایان پیدا کرده‌اند و به مخالفت رادیکال و غیر دموکراتیک با تحمل مذهبی در میان هواداران جمهوری دوم اسپانیا و حتی قانون اساسی آن دوران اشاره می‌کنند. این عقاید و سیاست‌های جمهوری در آن زمان منتقدان جدی مانند میگل د اونامونو و خوزه ارتگا یی گاست یا پاپ پیوس یازدهم داشت.
وحشت سرخ علاوه بر آزار و کشتار نیروهای راست‌گرا، شامل درگیری‌های درون جناح جمهوری‌خواه نیز بود. این درگیری‌ها به خصوص هنگامی که حزب کمونیست اسپانیا که پیرو استالینیسم بود ایجاد حزب اتحاد مارکسیستی کارگران را اعلام نمود و احزاب چپ ضد استالینیسم، تروتسکیسم و آنارشیست را غیرقانونی اعلام کرد شدت گرفت. حزب استالینیست که از حمایت کمینترن، کمیساریای خلق در امور داخلی و اداره اصلی اطلاعات (اتحاد جماهیر شوروی) برخوردار بود چیزی شبیه پاکسازی بزرگ شوروی را در اسپانیا علیه تیپ‌های بین‌المللی و دیگر گروه‌های جمهوری‌خواه آغاز نمود که نتیجه آن دستگیری‌های گسترده، بازجویی و شکنجه و اعدام‌های غیرقانونی بود. برخلاف تاریخ رسمی شوروی در زمان استالین که تقصیر شکست جمهوری‌خواهان اسپانیا را به گردن لئون تروتسکی و هوادارانش می‌اندازد تاریخ‌نگارانی مانند دونالد رایفیلد و رونالد رادوش شخص ژوزف استالین و مستشارهای شوروی که به اسپانیا اعزام شدند را عامل این شکست می‌دانند؛ زیرا استالین و هوادارانش در اسپانیا به جای تمرکز بر جنگ با نیروهای فرانکو به دنبال اصلاح جمهوری اسپانیا به شکل دلخواه خود و تبدیل آن به یک جمهوری خلقی بودند.
جرج اورول که خود در جنگ داخلی اسپانیا حضور داشت مشاهداتش از پاکسازی درون جناحی جمهوری‌خواهان که به فرمان و هدایت شوروی انجام می‌شد را در کتاب درود بر کاتالونیا نوشته است یا در کتاب‌های دیگرش مانند قلعه حیوانات و ۱۹۸۴ (رمان) می‌کوشد تا نشان دهد که فاشیسم و سوسیالیسم اقتدارگرا دو روی یک سکه هستند. روشنفکران غربی دیگری مانند جان دوس پاسوس و آرتور کستلر که در آن زمان طرفدار شوروی بودند و این پاکسازی‌ها را مشاهده کردند نیز سرخوردگی خود را به مانند اورول ابراز می‌نمایند.
در سال‌های اخیر سریر مقدس صدها قربانی وحشت سرخ را بئاتیفیه کرده است.

## پیشینه
جامعه اسپانیا در سده ۲۰ میلادی میراث‌دار مشکلات گوناگون بود. شکاف میان فقیر و غنی در این کشور بسیار زیاد بود و قدرت کلیسای کاتولیک نیز اصلاحات را مشکل می‌ساخت. در نتیجه این وضعیت دهقانان و کارگرانی که در فقر به سر می‌بردند جلب ایده‌های آنارشیسم و مارکسیسم همراه با سطح بالایی از روحانی‌ستیزی شدند. طبقه زمینداران نیز به خصوص در شمال کشور همچنان پایبند محافظه‌کاری بودند که جلوی هر اصلاحی مقاومت می‌کرد. آن‌ها پیرو پادشاهی‌خواهی بودند و اعتقاد داشتند پیشرفت کشور تنها با اتکا به فرهنگ اسپانیایی‌ها و حکومت یکپارچه به دست می‌آید در حالی که جنبش‌های قومی در سرزمین باسک جنوبی و کاتالونیا مردم این نواحی را تشویق می‌کرد تا خود را دارای هویتی جدا از دیگر مردم اسپانیا بدانند و به دنبال استقلال باشند که نتیجه این تضادها ایجاد دورانی پر از تضاد و مشکل در کشور اسپانیا بود.
هنگامی که انقلاب سال ۱۹۳۱ میلادی منجر به سقوط آلفونسوی سیزدهم و روی کار آمدن جمهوری دوم اسپانیا شد ناآرامی‌ها در اسپانیا به سطح بالاتری نیز ارتقا یافت. به خصوص آنکه قانون اساسی سال ۱۹۳۱ اسپانیا موجب قدرت‌گیری دولت ائتلافی جناح چپ با انگیزه‌های روحانی‌ستیزانه بسیار بالا شد.
رابطه میان کلیسا و جمهوری از همان ابتدا پرتنش و خونین بود. بین ۱۰ تا ۱۳ مه ۱۹۳۱ میلادی تظاهرات کنندگان چپ که ادعا می‌کردند صدای پخش سرود ملی سلطنت‌طلبان را از یک ساختمان مذهبی شنیده‌اند بیش از صد مکان مذهبی در سرتاسر اسپانیا به آتش کشیده شد و با وجودی که بعضی از اعضا کابینه قصد داشتند تا جلوی این خشونت‌ها را بگیرند گروهی دیگر از اعضا دولت مانع آن‌ها شدند. طبق یک روایت مشهور نخست‌وزیر اسپانیا مانوئل آزانیا در برابر کسانی که خواستار دخالت دولت برای توقف چپ‌ها بودند گفته بود: «تمام صومعه‌های اسپانیا به اندازه جان یک جمهوری خواه ارزش ندارد». در این آتش‌سوزی‌ها میراث فرهنگی بسیاری مانند یک کپی از نقاشی مارکو مارولیچ که زمانی متعلق به فرانسیسکو خاویر بود از میان رفتند.
در پاسخ به این خشونت‌ها سراسقف اسپانیا کاردینال پدرو سگورا ی‌سانز کاتولیک‌های اسپانیا را تشویق می‌کرد تا برای جلوگیری از نابودی دین در این کشور در انتخابات‌های بعدی به احزاب مخالف دولت رای دهند. احزاب راست فقط یک انتخاب سیاسی را برای مؤمنان اسپانیا روا می‌دانستند و آن هم حمایت از این احزاب بود.
قانون اساسی جدید اسپانیا هرچند در حوزه آزادی‌های مدنی و انتخابات پیشرو بود اما در برخورد با کلیسا رویه‌ای سرکوب‌گرانه داشت. براساس این قانون کلیسا حق استفاده از بسیاری اموال خود را نداشت و نقش آن در نظام آموزشی اسپانیا به شدت محدود شده بود.
رویه دولت جدید در ستیز با کلیسا آنچنان بود که صدای بعضی از روشنفکران را هم درآورده بود. برای مثال میگل د اونامونو در نوامبر ۱۹۳۲ میلادی پیرامون شیوه‌های غیرقانونی و سرکوبگرانه دولت مانوئل آزانیا گفته بود: «حتی تفتیش عقاید اسپانیایی قرون وسطی نیز توسط قوانینی محدود می‌شد اما اکنون ما با چیزی وحشتناک‌تر روبرو هستیم. نیروی پلیسی که تنها حس وحشت عمومی را القا می‌کند و خطرهای غیرواقعی می‌سازد تا بر قانون سرپوش بگذارد.»
پاپ پیوس یازدهم هم از نبود تحمل مذهبی نسبت به کاتولیک‌ها در جمهوری اسپانیا انتقاد کرد.

## انتخابات سال ۱۹۳۳ و نتایج آن
در انتخابات سراسری سال ۱۹۳۳ اسپانیا حزب محافظه‌کارکنفدراسیون اسپانیایی راست‌های خودمختار بیشتر کرسی‌ها را به دست آورد اما رئیس‌جمهور نیکتو آلکالا زامورا با دعوت از حزب جمهوری‌خواه رادیکال و رهبر آن آلخاندرو لروکس دعوت نمود تا دولت را تشکیل دهد. تنش میان نیروهای چپ و راست پس از این اتفاق در سرتاسر اسپانیا ادامه یافت و موجب وقایعی مانند  اعتصاب معدن‌چیان آستورریاس در سال ۱۹۳۴ میلادی شد.
دولت توانست این شورش‌ها را سرکوب نماید اما رسوایی‌ها مانند استراپرلو و نومبلا به شدت محبوبیت لروکس را کاست.
 انقلاب ۱۹۳۴ آستوریاس به شدت ضدمذهبی بود و طی نیروهای چپ‌گرا اقدام به نابودی ۵۸ کلیسا و کشتار ۳۷ روحانی کاتولیک کردند.
این شکل از رفتار علیه کلیسا تا پیش از این در اسپانیا مرسوم نبود و به همین سبب عده‌ای آن را نقطه آغاز وحشت سرخ می‌دانند.
در شهر تورون (میرس) که یکی شهر معدنی تولید زغال‌سنگ و از مراکز اصلی نیروهای ضدمذهبی بود انجمن برادری د لا ساله یک مدرسه کاتولیک را اداره می‌کردند. این انجمن در برابر خواست قانون اساسی جدید که تعلیمات مذهبی از جانب کلیسا را ممنوع می‌نمود مقاومت می‌کرد و بالاخره در ۵ اکتبر ۱۹۳۴ نیروهای چپ‌گرا به این مدرسه رفته و تمام برادران را بدون محاکمه در نیمه شب در گورستان محلی تیرباران کردند.

## جنگ داخلی و آغاز خشونت‌ها
در انتخابات سراسری سال ۱۹۳۶ اسپانیا ائتلاف جبهه خلقی که متشکل از نیروهای چپ میانه مانند اتحادیه جمهوری، چپ جمهوری‌خواه، حزب کارگران سوسیالیست اسپانیا و چپ‌های رادیکال مانند حزب کمونیست اسپانیا، حزب اتحاد مارکسیستی کارگران در انتخابات مجلس پیروز شدند. در هفته‌های بعد خیابان‌های اسپانیا صحنه درگیری میان نیروهای طرفدار دولت و مخالفان آن بود تا آنکه در ۱۷ ژوئیه کودتای ۱۷ ژوئیه ۱۹۳۶ اسپانیا آغاز و در ادامه آن جنگ داخلی اسپانیا شروع شد. این اتفاقات موجب شد که نیروهای طرفدار دولت دست به سرکوب نیروهای ملی‌گرا و مذهبی تحت عنوان ستون پنجم بزنند.
خشونت علیه روحانیون در ماه‌های نخست جنگ داخلی و در نواحی که به دست شبه‌نظامیان طرفدار دولت افتاده بود بسیار بالا بود. این شبه‌نظامیان در تلاش برای انتقام از کارفرمایان و روحانیونی بودند که حالا دیگر اقتدار و نفوذ خود را از دست داده‌اند. تاریخ‌نگار آنتونی بیور در اینباره می‌گوید: «در نواحی تسلط جمهوری‌خواهان خشونتی ناگهانی ناشی از ترس سرکوب شده همراه با حس انتقام بود اما در مقابل تصفیه سرخ‌ها و آتئیست‌ها در نواحی تسلط ملی‌گرایانه امری ادامه‌دار و با برنامه بود.» در ماه ژوئیه ۸۶۱ روحانی کشته شدند که از این تعداد ۹۵ نفر در روز ۲۵ ژوئیه، روز جشن قدیس جیمز، قدیس محافظ اسپانیا بود. در ماه اوت ۲۰۷۷ روحانی کشته شدند تا بدین ترتیب تنها در دو ماه آمار روحانیون کشته شده به ۳۴۰۰ تن برسد. تنها در روزی که یکی از چهره‌های جمهوری‌خواه به نام بونونتورا دوروتی زخمی شد آنارشیست‌ها در انتقام او ۵۲ کشیش زندانی را اعدام کردند.
پژوهش‌های جدید از نقش جدی اتحاد جماهیر شوروی در این کشتارها صحبت می‌کند. رونالد رادسون در اینباره می‌گوید: «هزینه‌ای که جمهوری اسپانیا در ازای دریافت کمک‌های شوروی پرداخت کرد همان عاملی بود که در نهایت موجب نابودی جمهوری شد. استالین در ازای کمک به اسپانیا این کشور را تبدیل به نمونه اولیه‌ای از جمهوری‌های خلقی کرد که بعدها در شرق اروپا ایجاد کرد. شوروی همراه با تسلیحات و مستشاران خود نیروهای اطلاعاتی از کمیساریای خلق در امور داخلی و اداره اصلی اطلاعات (اتحاد جماهیر شوروی) را نیز به شوروی فرستاد. روس‌ها در آنجا زندان‌های مخفی خود را داشتند، دست به ترور و آدم‌ربایی می‌زدند و با قوانین خودشان بدون اطلاع دولت اسپانیا کار می‌کردند.»"
معروفترین عامل اطلاعاتی شوروی که در جوخه‌های مرگ اسپانیا حضور داشت اریش میلکه بود که بعدها از سال ۱۹۵۷ تا ۱۹۸۹ میلادی رئیس سازمان امنیتی مخوف آلمان شرقی به نام اشتازی شد. یکی از کهنه‌سربازانی به نام والتر یانکا که در جنگ داخلی اسپانیا همراه با تیپ‌های بین‌المللی برای جمهوری‌خواهان جنگیده بود طی مصاحبه‌ای با جک کوهلر در سال ۱۹۹۱ میلای می‌گوید: «هنگامی که ما در خط مقدم با فاشیست‌ها می‌جنگیدیم. میلکه در پشت جبهه مشغول کشتار تروتسک‌یست‌ها و آنارشیست‌ها بود.»
یک تاریخ‌نگار دیگر به نام استنلی پین اعتقاد دارد که اعمال جمهوری‌خواهان در کشتار مخالفان هرچند گاهی ناشی از وضعیت به هم خورده کشور است اما در نهایت سازمان‌دهی‌هایی نیز در آن وجود داشت که از جانب تمام گروه‌های چپ بر ضد دشمنان اعمال می‌شد. به عقیده او این اعمال خشن‌ترین و شدیدترین خشونت‌ها علیه مذهب کاتولیک در تاریخ اروپای غربی است که حتی در بعضی جنبه‌ها از مسحیت زدایی از فرانسه در انقلاب فرانسه نیز شدیدتر بود.

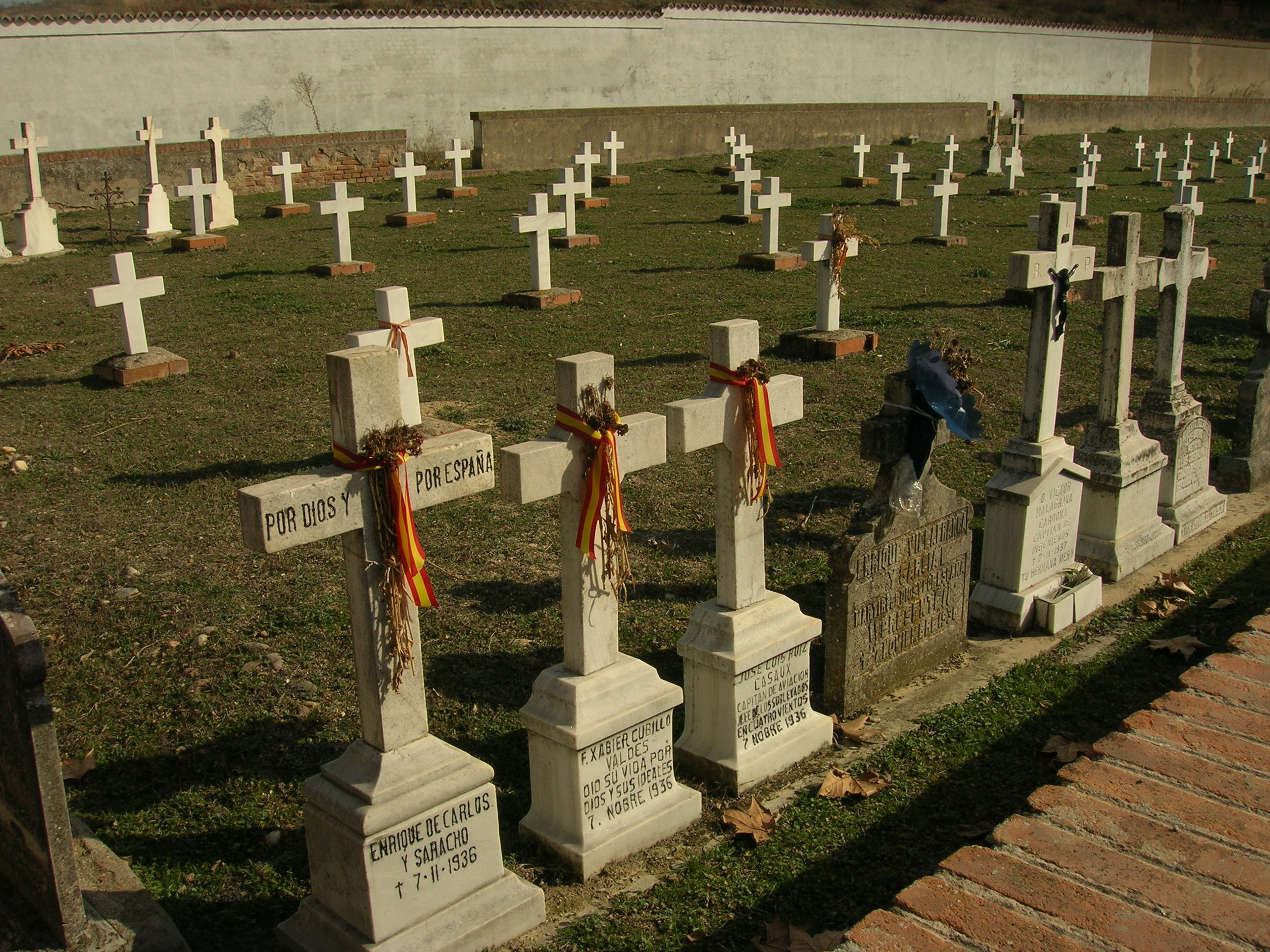
گورستان شهدای کشتار پاراکویوس در مادرید

در سوی دیگر اما تاریخ‌نگارانی مانند هلن گراهام، پال پرستون، آنتونی بیوور، گابریل جکسون، هو توماس و لان گیبسون معتقدند کشتارها در سمت جمهوری ناشی از پاشیدن اقتدار دولت و افتادن کشور به وضعیت آنارشی است و مقامات دولتی در بسیاری موارد از این کشتارها اطلاعی نداشتند. در حالی که کشتارها در سمت کودتاچیان به صورت سازماندهی شده و با اطلاع مقامات بوده است. فرانسیسکو پارتالوئا از قضات دیوان عالی عدالت مادرید که شاهد رفتار هر دو طرف در جنگ بوده است نیز ادعای یادشده را تأیید می‌نماید.
یک تاریخ‌نگار دیگر به نام یولیوس ریوز کشتارهای انجام شده توسط جمهوری‌خواهان را دارای ریشه‌هایی در اندیشه سیاسی چپ می‌داند که وحشت اندازی و تصفیه را جزوی لاینفکی از جنگ علیه فاشیسم می‌دید. پیشروی‌های سریع شورشیان و رسیدن آن‌ها به نزدیکی پایتخت موجب ترس و وحشت در میان جمهوری‌خواهان شد و بسیاری از آن‌ها «ستون پنجم» را مقصر شکست‌ّهای جمهوری می‌دیدند و به دنبال تصفیه این دشمنان درونی جمهوری بودند. در حالی که شکست جمهوری‌خواهان در ماه‌های نخست ناشی از ضعف نظامی آن‌ها بود و ربطی به ستون پنجم نداشت. ملی‌گرایان تنها هنگامی که تلاششان برای تصرف پایتخت در زمستان سال ۱۹۳۶ میلادی ناموفق ماند و خطوط جبهه‌ها تثبیت شدند تلاش کردند ستون پنجم را در مادرید فعال کنند اما فعالیت این نیروها هرگز در آن حدی که جمهوری‌خواهان تصور می‌کردند نبود و بالاخره هم شکست جمهوری و فتح مادرید در میدان نبرد رقم خورد و نه به دست ستون پنجم از داخل شهر.

## آمار کشته‌شدگان
آمارها در مورد تعداد کشته شدگان در وحشت سرخ از ۳۸۰۰۰ تن تا ۱۰۰۰۰۰ نفر متفاوت است. بیور در اینباره می‌گوید که وحشت سفید فرانکو ۲۰۰۰۰۰ تن و وحشت سرخ ۳۸۰۰۰ تن را کشته است. یولیو د لا کوئوا آمار کشته شدگان را ۷۲۳۴۴ نفر می‌داند. هو توماس و پال پرستون تلفات وحشت سرخ را ۵۵۰۰۰و یولیان کاسانوا کمتر از ۶۰۰۰۰ تن می‌داند. روزنامه‌نگار و تاریخ‌نگار دیگر اسپانیای به نام سزار ویدال قربانیان وحشت سرخ در سرتاسر اسپانیا را ۱۱۰۹۶۵ تن می‌داند که از این تعداد ۱۱۷۰۵ نفر تنها در مادرید کشته شدند. یک تاریخ‌نگار دیگر به نام سانتوس یولیا در کتابی با نام «قربانیان جنگ داخلی» اعلام می‌کند که ۵۰۰۰۰ تن توسط جمهوری‌خواهان و ۱۰۰۰۰۰ تن توسط نیروهای فرانکو در جنگ و ۴۰۰۰۰ تن پس از جنگ کشته شدند.

### روحانیون کشته شده
تخمین زده می‌شود از ۳۰۰۰۰ کشیش موجود در اسپانیا در سال ۱۹۳۶ میلادی در مجموع ۶۸۰۰ تن کشته شدند. همچنین ۲۸۳ راهبه در وحشت سرخ کشته و بسیاری دیگر به سختی شکنجه شدند. ۱۳ اسقف نیز در این مدت جان خود را از دست دادند.

## نظرات

### جمهوری‌خواهان
در میان جمهوری‌خواهان نظرات مختلفی نسبت به این کشتار وجود داشت. از سویی رئیس‌جمهور وقت مانوئل آزانیا گفته بود که تمام صومعه‌های اسپانیا به اندازه جان یک جمهوری‌خواه ارزش ندارد اما در سوی دیگر نیز افرادی مانند اندالیچیو پریتو از رهبران سوسیالیست‌ها وجود داشتند که طی یک سخنرانی رادیویی از مردم خواسته بود تا از خشونت و قتل بپرهیزند.

### ملی‌گراها
کلیسای کاتولیک اسپانیا اعتقاد دارد که وحشت سرخ یک برنامه سیستماتیک جهت نابودی کلیسا بوده است. یکی از سیاستمداران پادشاهی‌خواه اسپانیا با نام خوزه کالوو سوتیلو پیش از ترورش به دست جمهوری‌خواهان اعلام می‌کند که طی شش ماه از روی کار آمدن دولت پس از انتخابات سال ۱۹۳۶ میلادی ده‌ها کلیسا و صومعه هدف آتش‌سوزی و بمب‌گذاری قرار گرفته‌اند که طی آن ۷۴ تن کشته و ۳۴۵ نفر زخمی شده‌اند.

## کشتارهای ثبت شده
- قتل ۶۸۳۲ روحانی و هزاران تن از مردم عادی.[۱۱]
- کشیش منطقه نابالمرال را به مانند تصلیب مسیح به مسخره گرفتند. پس از پایان آذیت و آزارها شبه‌نظامیان جمهوری‌خواه در مورد اینکه او را واقعاً به صلیب بکشند یا با گلوله اعدام کنند بحث کردند که در نهایت کشیش با گلوله کشته شد.[۶۲]
- اسقف شهر خائن و خواهرش را مقابل چشمان ۲۰۰۰ تماشاچی به قتل رساندند.[۶۳]
- موارد بسیار کمی از تجاوز به راهبه‌ها توسط شبه‌نظامیان جمهوری‌خواه پیش از کشتار آن‌ها ذکر شده است.[۶۲] البته بیور اشاره می‌کند که در کیفرخواست دولت فرانکو در سال ۱۹۴۶ علیه جنایات جمهوری‌خواهان به این مسئله اشاره‌ای نشده است.[۶۴]
- کشیش سیمپوسوئلوس را در آغلی که گاوهای جنگی نگهداری می‌شدند انداختند و او در آنجا بیهوش شد. پس از آن یکی از گوش‌های او را به تقلید حرکات یک گاوباز معروف بریدند.[۶۵]
- در سیوداد رئال کشیشی را اخته و اندام جنسی او را در دهانش چپاندند.[۶۵]
- در مواردی افراد مذهبی را مجبور می‌کردند تا تسبیح را قورت دهند. کشیش‌ها به درون چاه‌های معدن انداخته یا زنده‌به‌گور می‌شدند.[۶۶]
- فرقه سالیسیان خود را وقف فقرا کرده بود. در اثر شایعه‌ای که می‌گفت این فرقه در حال پخش شیرینی‌های سمی میان کودکان است بسیاری از راهبه‌های آن مورد خشونت و آزار قرار گرفتند.[۵۷]
- تنها در شب ۱۹ ژوئیه ۱۹۳۶ میلادی ۵۰ کلیسا در آتش سوختند.[۶۷] در شهر بارسلونا از ۵۸ کلیسای موجود تنها کلیسای جامع از دوران حکومت جمهوری سالم ماند.[۶۸]
- تمام کلیساهای کاتولیک در بخش‌های زیرنظر جمهوری بسته شد. حتی بسیاری از کنیسه‌ها نیز مورد حمله قرار گرفتند اما کلیساهای کوچک پروتستان اکثراً سالم ماندند.[۶۹]
- در مادرید یک راهبه پس از آنکه صومعه‌اش مورد حمله قرار گرفت به دلیل رد پیشنهاد ازدواج یک شبه‌نظامی کشته شد.[۶۲]

## پیامد
با پیروزی ملی‌گراها در سال ۱۹۳۹ میلادی دوران وحشت سرخ تمام شد. بسیاری از نیروهای چپ‌گرا که در وحشت سرخ دست داشتند محاکمه یا به صورت غیرقانونی اعدام شدند. بسیاری دیگر نیز به اردوگاه‌های کار اجباری و زندان فرستاده شدند. کلیسای کاتولیک و پیوس دوازدهم که تازه به مقام پاپی انتخاب شده بود ضمن تبریک این پیروزی به ملی‌گراها از ایشان و مردم اسپانیا خواست در مجازات عادلانه جانیان بکوشند اما در قبال مردم بیگناهی که همراه جمهوری‌خواهان بودند رواداری پیشه کنند. همچنین پاپ از دولت و مردم اسپانیا خواست تا در ترمیم آسیب‌های وارده به کلیسای کاتولیک در اسپانیا یاری برسانند.
بسیاری از کمونیست‌هایی که از شوروی به اسپانیا فرستاده شده و در کشتارها نقش داشتند خود بعدها در دوران پاکسازی بزرگ به دست استالین کشته شدند. استالین که شکست در اسپانیا را نه به دلیل ضعف‌های شوروی یا دخالت‌ّهای بیجای دستگاه‌های امنیتی که ناشی از وجود چپ ضد استالینیسم می‌دید به تمام کمونیست‌هایی که در جنگ داخلی اسپانیا حضور داشتند مشکوک بود و اعتقاد داشت که آن‌ها نیز به ایده‌های منحرفانه‌ای مانند تروتسکیسم آلوده شده‌اند.
ژنرال پاول سودوپلاتوف از اعضای رده بالای کمیساریای خلق در امور داخلی شوروی بعدها در مورد جنگ داخلی اسپانیا گفت: «از سال ۱۹۳۶ تا ۱۹۳۹ میلادی دو مبارزه مرگ یا زندگی، دو جنگ داخلی در اسپانیا جریان داشت. در یکی نیروهای ملی‌گرا به رهبری فرانکو با کمک هیتلر علیه جمهوری می‌جنگیدند که کمونیست‌ها به آن کمک می‌نمودند و دیگری یک جنگ داخلی میان خود کمونیست‌ها بود. استالین در شوروی و تروتسکی در تبعید هر یک امید داشتند با نجات و حمایت از جمهوری اسپانیا به عنوان پیشروی انقلاب جهانی کمونیستی شناخته شوند. ما نیروهای جوان اطلاعاتی بی‌تجربه را به همراه مربیان مجرب خود به اسپانیا می‌فرستادیم. آنجا مهدکودک آینده اطلاعاتی ما بود. ابتکارات اطلاعاتی بعدی ما همه ناشی از تجربیاتی بود که در اسپانیا آموختیم. جمهوری اسپانیا شکست خورد اما مردان و زنان استالین پیروز شدند. وقتی که جنگ داخلی اسپانیا به پیروزی رسید دیگر در جهان جایی برای تروتسکی وجود نداشت.»
دخالت‌ّهای شوروی در اسپانیا و عملیات‌های ترور و وحشت آن تأثیرات سیاسی بسیاری داشت و بسیاری از چهره‌های طرفدار شوروی را که در اسپانیا حضور داشتند مانند جان دوس پاسوس و آرتور کستلر را به مخالفان شوروی بدل کرد.
یک کمونیست اسکاتلندی به نام هامیش فرازر که سابقه خدمت در ارتش جمهوری‌خواه اسپانیا و سازمان اطلاعاتی آن با نام سرویس اطلاعات نظامی را داشت در اثر مشاهداتش در وحشت سرخ آنقدر از کمونیسم دلزده شد که به مذهب کاتولیک گروید و خواستار به رسمیت شناختن دیپلماتیک اسپانیای فرانکو بود. او آنچه را که بعد از جنگ جهانی دوم توسط سازمان‌های اطلاعاتی شوروی در اروپای شرقی رخ داد را مانند همان اتفاقاتی می‌دانست که هنگام جنگ داخلی در اسپانیا انجام شد.
واتیکان در سال ۲۰۰۷ میلادی ۴۹۸ کشیش کشته شده توسط جمهوری‌خواهان را بئاتیفیه کرد. عملی که توسط بستگان کاتولیک‌هایی که توسط ملی‌گرایان کشته شدند مورد انتقاد وارد شد و ایشان نیز خواهان رفتار مشابه شدند.